# Amanda Nguyen
Amanda N. Nguyen (nascida c. 1991) é uma empreendedora social, ativista dos direitos civis e CEO e fundadora da Rise, uma organização não governamental de direitos civis. Ela esteve envolvida na proposta e redação da Lei dos Direitos dos Sobreviventes de Agressões Sexuais, que foi aprovada por unanimidade no Congresso. Nguyen também recebeu o crédito por iniciar o movimento para impedir a violência contra asiático-americanos depois que seu vídeo pedindo cobertura da mídia se tornou viral em 5 de fevereiro de 2021. Em reconhecimento ao seu trabalho, Nguyen foi nomeada para o Prêmio Nobel da Paz de 2019 e foi nomeada uma das Mulheres do Ano de 2022 pela revista Time. Ela também recebeu o 24º Prêmio Heinz Anual em Políticas Públicas, Time 100 Next, Forbes 30 Under 30 e foi creditada como uma das 100 melhores pensadoras globais pela Política Externa. Além disso, Nguyen é destaque na antologia de 2022 We Are Here: 30 Inspiring Asian Americans and Pacific Islanders Who Have Shaped the United States, de Naomi Hirahara e publicado pela Smithsonian Institution e Running Press Kids.

## Educação e carreira
Nguyen obteve um diploma de Bacharel em Artes na Universidade de Harvard, graduando-se em 2013.
Ela estagiou na NASA em 2013, e também trabalhou no Center for Astrophysics | Harvard & Smithsonian. Ela trabalhou como representante da Casa Branca para o Departamento de Estado dos EUA. Ela deixou o emprego no Departamento de Estado em 2016 para trabalhar em tempo integral na Rise. Incentivada por seus mentores durante seu tempo na NASA, ela aspira se tornar uma astronauta. Nguyen também faz parte do conselho de administração da GivingTuesday.

## Ativismo
Em 2013, Nguyen foi estuprada enquanto cursava a faculdade em Harvard, em Massachusetts. Nguyen optou por não prestar queixa imediatamente, pois achava que não tinha o tempo e os recursos necessários para participar de um julgamento que poderia durar anos. Depois que os policiais a informaram que havia um estatuto de limitações de 15 anos para estupro em Massachusetts, ela decidiu que apresentaria queixa posteriormente, quando estivesse pronta. Ela mandou fazer um kit de estupro e descobriu que, se não denunciasse o crime às autoridades policiais, seu kit de estupro seria destruído depois de seis meses se não fosse feito um pedido de prorrogação. Ela também não recebeu instruções oficiais sobre como solicitar uma prorrogação. Nguyen considerou esse sistema falho, em parte porque o pedido de extensão seria um lembrete desnecessário de uma experiência traumatizante. Nguyen conheceu outros sobreviventes com histórias semelhantes e concluiu que as proteções legais atuais eram insuficientes. Ela criou eventos divulgados, como um desfile de moda durante a Semana de Moda de Nova York no Museu de Arte Moderna, com modelos sobreviventes de abuso sexual.

### Rise
Em novembro de 2014, Nguyen fundou a Rise, uma organização sem fins lucrativos que visa proteger os direitos civis de sobreviventes de abuso sexual e estupro. Nguyen chefiou a organização em seu tempo livre até setembro de 2016. Todos os que trabalham na Rise são voluntários, e a organização arrecadou dinheiro por meio do GoFundMe. Nguyen explicou que a organização recebeu o nome de Rise para "nos lembrar que um pequeno grupo de cidadãos atenciosos e comprometidos pode se levantar e mudar o mundo". O objetivo de Nguyen é que a Rise aprove uma Declaração de Direitos de Sobreviventes de Abusos Sexuais em todos os 50 estados dos EUA, bem como em nível nacional. Ela também viajou para o Japão, onde um projeto de lei semelhante foi apresentado.

### Lei dos Direitos dos Sobreviventes de Abusos Sexuais
Em julho de 2015, Nguyen se reuniu com a senadora de New Hampshire, Jeanne Shaheen, para discutir a legislação que protegeria os direitos dos sobreviventes no nível federal. A legislação que Nguyen ajudou a redigir foi apresentada ao Congresso em fevereiro de 2016 por Shaheen. Nguyen colaborou com o Change.org e o site de comédia Funny or Die para chamar a atenção para a legislação e encorajar os eleitores a apoiá-la. Nguyen lançou uma petição Change.org que pedia ao Congresso que aprovasse a legislação. O vídeo Funny or Die e a petição Change.org receberam apoio de Judd Apatow e Patricia Arquette no Twitter. Em 28 de fevereiro de 2016, a petição Change.org obteve 60.000 das 75.000 assinaturas solicitadas. Em outubro de 2016, havia mais de 100.000 assinaturas.
O projeto de lei foi aprovado no Senado em maio e na Câmara dos Deputados em setembro. Foi aprovado por unanimidade em ambas as câmaras do Congresso, e foi sancionado em outubro de 2016 pelo presidente Barack Obama. A nova lei protege, entre outros direitos, o direito de ter a evidência de um kit de estupro preservado gratuitamente durante o prazo de prescrição.
Em 12 de outubro de 2017, o governador da Califórnia, Jerry Brown, aprovou um projeto de lei intitulado "Vítimas de abuso sexual: direitos".

### Retrato"We the Future"
Em 2018, Shepard Fairey criou um retrato de Amanda Nguyen para a campanha "We the Future" da Amplifier, uma série de peças de arte encomendadas que foram enviadas para 20.000 escolas de ensino fundamental e médio nos Estados Unidos para ensinar sobre vários movimentos populares.

## Prêmios e Reconhecimentos
- 2016 – Prêmio de Honra para Jovens Mulheres, Marie Claire[37]
- 2016 – Top 100 Pensadores Globais, Política Externa[17]
- 2017 – 2017 Marcha das Mulheres Convidada e Oradora Homenageada
- 2017 – Forbes 30 Under 30, Forbes
- 2017 – 40 Mulheres para Assistir, A Tempestade[38]
- 2018 - A lista Frederick Douglass 200[39]
- 2019 – Prêmio Nelson Mandela Changemaker[40][carece de fonte melhor]
- 2019 – 24º Prêmio Anual Heinz em Políticas Públicas
- 2019 – Metas Globais da Vanity Fair, Vanity Fair[41]
- 2019 – Time 100 Next, Time[42]
- 2021 - Ela foi reconhecida como uma das 100 mulheres da BBC[43]
- 2022 - Time Mulher do Ano, Time

## Vida pessoal
Nascida na Califórnia,Nguyen reside em Washington, DC